# The X Factor (Iron Maiden)
The X Factor (1995) was het eerste album van Iron Maiden met Blaze Bayley op zang. Het album vertoonde compositorisch meer vergelijkenissen met het werk uit de jaren tachtig dan de laatste twee albums met Bruce Dickinson ('No Prayer for the Dying' uit 1990 en 'Fear of the Dark' uit 1992). Het album staat bekend om zijn donkere geluid, wat een reflectie was van het persoonlijke leven van bandleider Steve Harris zelf op dat moment wegens een scheiding, het overlijden van zijn vader en het vertrek van ex-zanger Bruce Dickinson. In tegenstelling tot de voorgaande albums begint The X Factor niet met een snelle korte opener, maar met het epische elf minuten durende Sign of the Cross. De onderwerpen van het album beslaan met name oorlog en religie. Deze thematiek en zelfde muzikale structuur keerde later weer terug op A Matter of Life and Death uit 2006.

## Nummers
1. Sign of the Cross – 11:17 (Steve Harris)
2. Lord of the Flies – 5:04 (Steve Harris en Janick Gers)
3. Man on the Edge – 4:13 (Blaze Bayley en Janick Gers)
4. Fortunes of War – 7:23 (Steve Harris)
5. Look for the Truth – 5:10 (Steve Harris, Janick Gers en Blaze Bayley)
6. The Aftermath – 6:20 (Steve Harris, Janick Gers en Blaze Bayley)
7. Judgement of Heaven – 5:12 (Steve Harris)
8. Blood on the World's Hands – 5:57 (Steve Harris)
9. The Edge of Darkness – 6:39 (Steve Harris, Janick Gers en Blaze Bayley)
10. 2 A.M. – 5:37 (Steve Harris, Janick Gers en Blaze Bayley)
11. The Unbeliever – 8:10 (Steve Harris en Janick Gers)

## Bezetting
- Blaze Bayley - Zang
- Dave Murray – Gitaar
- Janick Gers – Gitaar
- Steve Harris – Bass
- Nicko McBrain – Drums

## Singles
- Man on the Edge (augustus 1995)
- Lord of The Flies (April 1996)